# 러시아 농업당

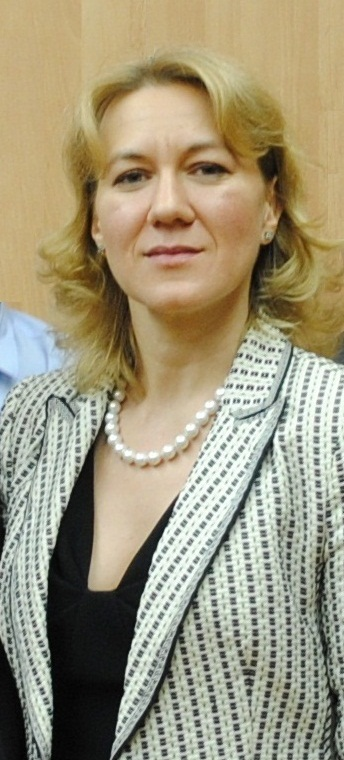
2012년 러시아 농업당의 당수인 Olga Bashmachnikova

러시아 농업당(러시아어: Аграрная партия России(АПР), Agrarian Party of Russia)은 러시아의 좌익 정당으로 1993년에 창당되었다. 이 당의 창립자는 미하일 랍신이며, 2012년 기준 당수는 Olga Bashmachnikova이다. 1993년 12월 러시아 하원 국가 두마 선거에서는 8%의 투표율로, 37석을 획득했다. 보리스 옐친 정부 시절에 우리 집 러시아와 쌍벽을 이룬 정당이였으나, 현재는 당원들이 러시아 연방 공산당이나 사회민주주의 정당으로 빠져나가고 군소정당으로 몰락해 현재는 사실상 자취를 감추었다.